# John Crerar (homme politique canadien)
Pour les articles homonymes, voir John Crerar et Crerar.
John Crerar (22 septembre 1848-21 octobre 1933) est un avocat et homme politique canadien du Manitoba. Il est député provincial libéral de la circonscription manitobaine de Minnedosa de 1881 à 1883.

## Biographie
Né dans le comté de Perth en Ontario, Crerar étudie à Stratford, au Upper Canada College et à l’Université de Toronto. Nommé au barreau de l'Ontario en 1877, il pratique le droit dans la province avant de s’établir dans l’ouest à Minnedosa en 1879. Il est nommé au barreau du Manitoba en 1881.
Crerar est aussi le premier maire de  Minnedosa. Il pratique également le droit à Birtle avec Charles Mickle art à Melita. 
Il est élu à l’Assemblée législative du Manitoba en 1881 lors d’une élection partielle tenue après la redistribution de la partie ouest de la frontière sud du Manitoba. Crerar ne se représente pas en 1883, mais échoue à revenir lors d’une tentative en 1886 et en 1899.
Il prend sa retraite en 1928 et s’établie en Californie, où il meurt plus tard à Long Beach.